# Liparochrus sculptilis
Liparochrus sculptilis är en skalbaggsart som beskrevs av John Obadiah Westwood 1852. Liparochrus sculptilis ingår i släktet Liparochrus och familjen Hybosoridae. Inga underarter finns listade i Catalogue of Life.